# Volta NXT Classic
De Volta NXT Classic (voorheen Hel van het Mergelland) is een eendaagse wielerwedstrijd die wordt gehouden in het Nederlandse Zuid-Limburgse Mergelland en de Belgische Voerstreek. Tot en met 2011 heette de wedstrijd Hel van het Mergelland en van 2012 tot en met 2023 Volta Limburg Classic.
Deze wedstrijd behoort tot de zwaarste klassiekers in de Nederlandse wielerwereld, met zware beklimmingen, snelle afdalingen, vroege uitvallers, vaak regen- en hagelbuien, valpartijen, nipte overwinningen en talentvolle winnaars. De wedstrijd wordt in het zuiden omschreven als een "parel van de wielersport". Soms wordt het ook gezien als het kleine broertje van de Amstel Gold Race.

## Parcours
Start en finish van de wedstrijd zijn op de kasseien van de Diepstraat in Eijsden. Het parcours voerde destijds de renners eerst over Belgisch gebied, met name de Voerstreek en delen van de provincie Luik, met beklimmingen als de Kluis, Holiquette, Neufchâteau en Sint-Jansrade. In de tweede helft diende weer via Eijsden het Limburgse heuvelland te worden bedwongen, waarbij onder andere de Gulperberg, de Koning van Spanje, Loorberg, Piemert en Eyserbosweg als scherprechters fungeerden. De wedstrijd werd voor het eerst in 1973 georganiseerd in het kader van de Amateur-Top-Competitie en tot 1992 is de wedstrijd als zodanig verreden.
Gezien het voor de organisatie steeds lastiger werd om de benodigde vergunningen te krijgen (met name in België) is het parcours vanaf 2010 gewijzigd. Het parcours werd veranderd in een lus van circa 60 kilometer door de gemeentes Eijsden-Margraten en Voeren, die driemaal afgelegd werd. Sinds 2015 is deze lus vergroot tot 90 kilometer die twee keer wordt afgelegd. In deze lus vormen Camerig, Gulperberg, Mheerelindje en Moerslag de scherprechters. In 2018 werd de Koning van Spanje toegevoegd en in 2019 de Vaalserberg. Daarna volgen er nog twee (ook soms een) lokale ronde in Eijsden met de finish op de kasseien in de Diepstraat.

## Geschiedenis

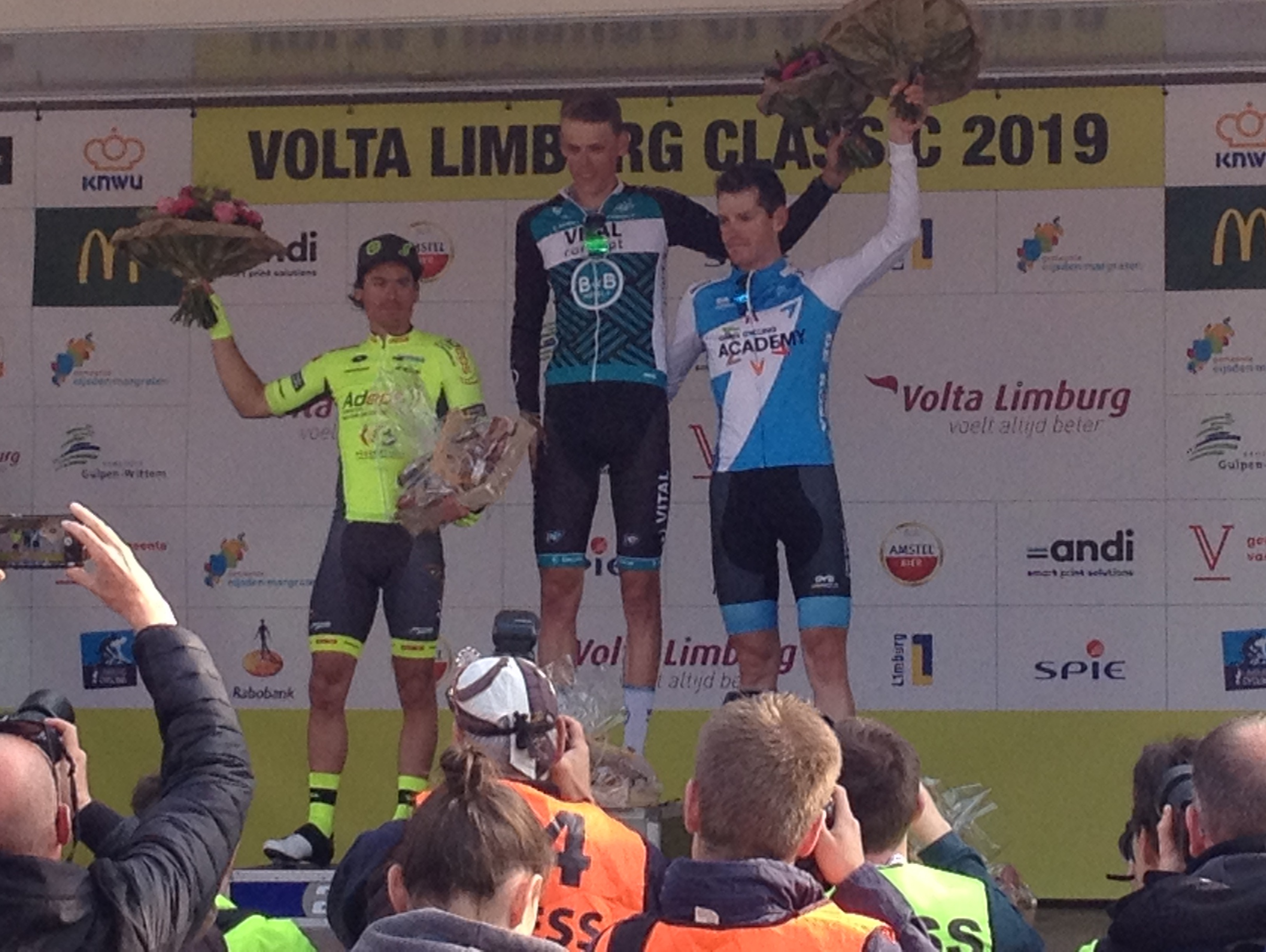
Patrick Müller op het podium in 2019.

In de jaren van 1987 tot 1992 werden telkens vier wedstrijden verreden namelijk de Amateur-Top, de Amateur-Promotie, de Junioren-wedstrijd en de Dames-wedstrijd. Vanaf 1993 is de Hel van het Mergelland echter een 1.5 UCI-klassieker. Sinds 2005 is de wedstrijd onderdeel van de UCI Europe Tour en heeft de Hel een 1.1-status. In 2012 werd de naam veranderd in Volta Limburg Classic.
Prominente winnaars zijn: Herman Snoeyink, Max van Heeswijk, Tom Cordes, John van den Akker en Nico Sijmens. De meeste overwinningen behaalde Raymond Meijs (1990, 1997, 1998 en 1999). De lijst van winnaars van de juniorenwedstrijd vermeldt enkele bekende namen, zoals Michael Boogerd die de wedstrijd in 1990 op zijn naam schreef en Adrie van der Poel - succesvol in 1980. Bij de dames was Monique de Bruin winnares in 1987, zij werd in 1988 opgevolgd door Heleen Hage en in 1991 stond ook Leontien Zijlaard-van Moorsel op het podium. Ook de lokale wielertalenten Ad Wijnands en Jo Maas legden in de Hel de basis voor hun verdere toekomst als wielrenner. Beiden werden in latere jaren winnaars van Touretappes.
Vanwege de MKZ-crisis werd de editie van 2001 niet verreden als gevolg van de verscherpte grenscontroles. In 2008 won neoprof Tony Martin "de hel" in barre weersomstandigheden door samen met Adam Hansen (zijn ploeggenoot van Team Highroad) vrijwel vanuit de start te ontsnappen en een koppeltijdrit tot de finish te voltooien. In 2014 won Moreno Hofland de Volta Limburg Classic tweeëndertig jaar nadat zijn vader Peter Hofland dezelfde koers gewonnen had.
De editie van 2020 werd vanwege de uitbraak van de coronapandemie geannuleerd. Om dezelfde reden werd de wedstrijd in 2021 van april naar juli verplaatst, maar werd op het laatste moment alsnog afgelast, vanwege de overstromingen in Limburg.

## Lijst van winnaars

### Meervoudige winnaars
| Zeges | Renner               | Jaren                  |
| ----- | -------------------- | ---------------------- |
| 004   | Raymond Meijs        | 1990, 1997, 1998, 1999 |
| 003   | Toine van den Bunder | 1974, 1977, 1978       |
| 002   | Nico Sijmens         | 2005, 2007             |

### Overwinningen per land
| Zeges | Land                                                              |
| ----- | ----------------------------------------------------------------- |
| 029   | Nederland                                                         |
| 006   | België                                                            |
| 003   | Duitsland                                                         |
| 002   | Australië, Italië, Zwitserland                                    |
| 001   | Denemarken, Frankrijk, Nieuw-Zeeland, Oekraïne, Rusland, Slovenië |

## Vrouwen

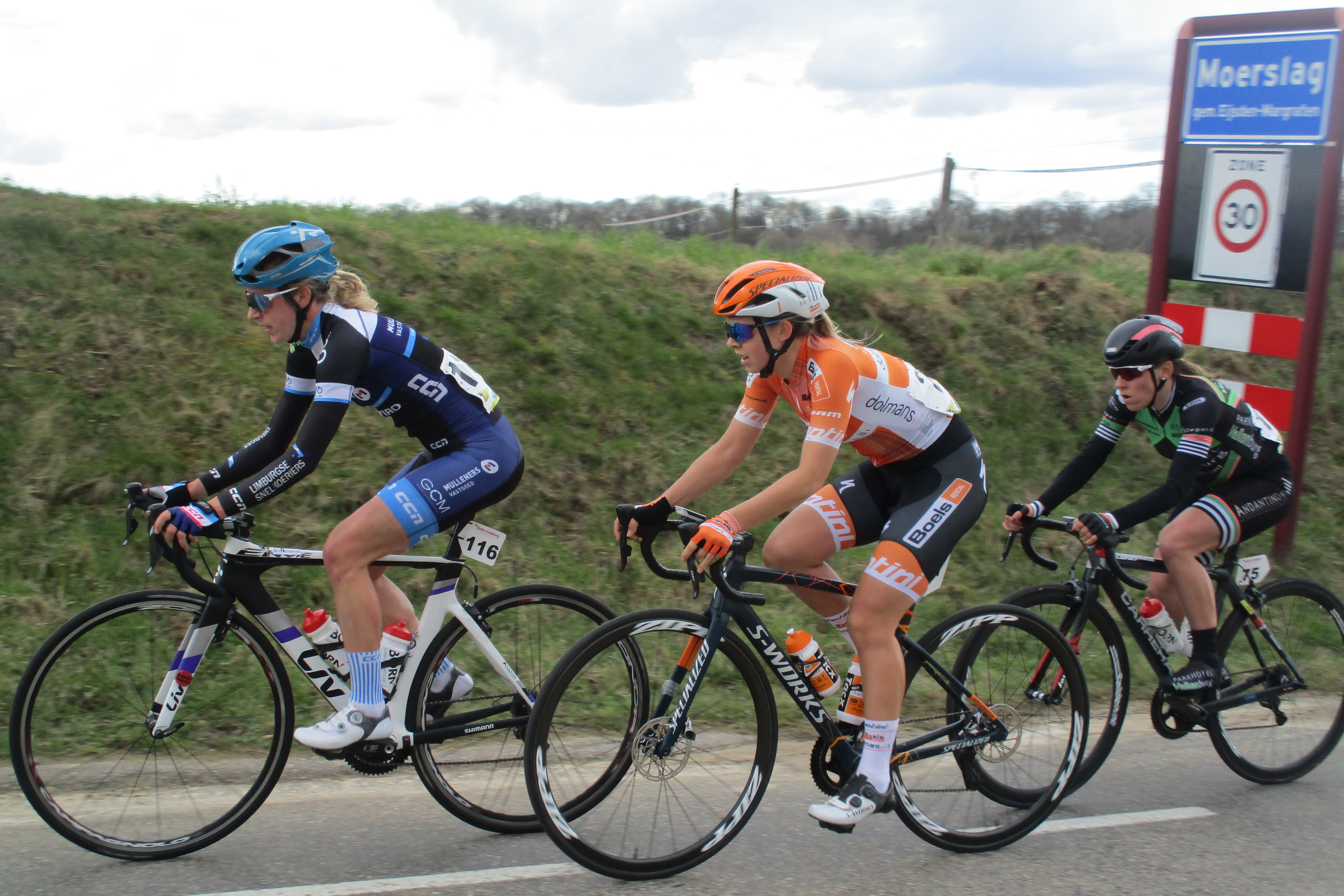
De winnende kopgroep van 2018 tijdens de klim in Moerslag.

De Hel van het Mergelland kende van 1987 tot en met 1992 al een editie voor vrouwen, met onder andere Monique de Bruin, Heleen Hage en Leontien van Moorsel op de erelijst. In hetzelfde jaar als de herinvoering van de Amstel Gold Race voor vrouwen, in 2017, kreeg ook de Volta Limburg Classic opnieuw een vrouwenwedstrijd, op nationaal niveau. Hoewel de wedstrijd tot 2024 geen UCI-status had, kende de wedstrijd vaak een sterk deelnemersveld, waarbij profrensters niet met hun ploeg, maar als individuele rensters deelnamen. In 2017 ging de overwinning naar de Canadese Karol-Ann Canuel van Boels Dolmans, in 2018 en 2019 wonnen rensters van Parkhotel Valkenburg en in 2022 won Amber Kraak van Jumbo-Visma. Voor Demi Vollering was haar overwinning in 2019 de doorbraak in haar carrière. De wedstrijd heeft vanaf 2025 de UCI 1.2-status. Het parcours voor de vrouwen is zo'n 120 kilometer lang en bestaat uit meerdere rondes met beklimmingen van het Savelsbos en Moerslag.
| Jaar                                               | Eerste                    | Tweede                        | Derde                  |
| -------------------------------------------------- | ------------------------- | ----------------------------- | ---------------------- |
| 1987                                               | Monique de Bruin          | Gonnie van Koert              | Anita Valen-de Vries   |
| 1988                                               | Heleen Jacoba Wijnen-Hage | Els Koolloos                  | Monica de Waal         |
| 1989                                               | Cyntha Lutke Schipholt    |                               |                        |
| 1990                                               | Agnes Loohuis-Damveld     | Cora Westland                 | Cyntha Lutke Schipholt |
| 1991                                               | Kristel Werckx            | Leontien Zijlaard-van Moorsel | Inga Thompson-Benedict |
| 1992                                               | Alison Sydor              | Heidi Van De Vijver           | Kristel Werckx         |
| 1993 t/m 2016: Wedstrijd niet georganiseerd        |                           |                               |                        |
| 2017                                               | Karol-Ann Canuel          | Riejanne Markus               | Liane Lippert          |
| 2018                                               | Belle de Gast             | Jip van den Bos               | Roos Hoogeboom         |
| 2019                                               | Demi Vollering            | Franziska Koch                | Susanne Andersen       |
| 2020: Wedstrijd geannuleerd vanwege coronapandemie |                           |                               |                        |
| 2021: Wedstrijd geannuleerd vanwege watersnood     |                           |                               |                        |
| 2022                                               | Amber Kraak               | Anouska Koster                | Thalita de Jong        |
| 2023                                               | Mischa Bredewold          | Lonneke Uneken                | Noëlle Rüetschi        |
| 2024                                               | Femke Markus              | Julia Kopecký                 | Niamh Fisher-Black     |
| 2025                                               | Femke Gerritse            | Meike Uiterwijk Winkel        | Lonneke Uneken         |

### Overwinningen per land
| Zeges | Land      |
| ----- | --------- |
| 0010  | Nederland |
| 002   | Canada    |
| 001   | België    |